# Preesistenze medievali del palazzo Ducale di Genova
Il palazzo Ducale di Genova è stato edificato nella seconda metà del XIII secolo su preesistenti strutture di epoca medioevale.

## Le prime sedi del governo

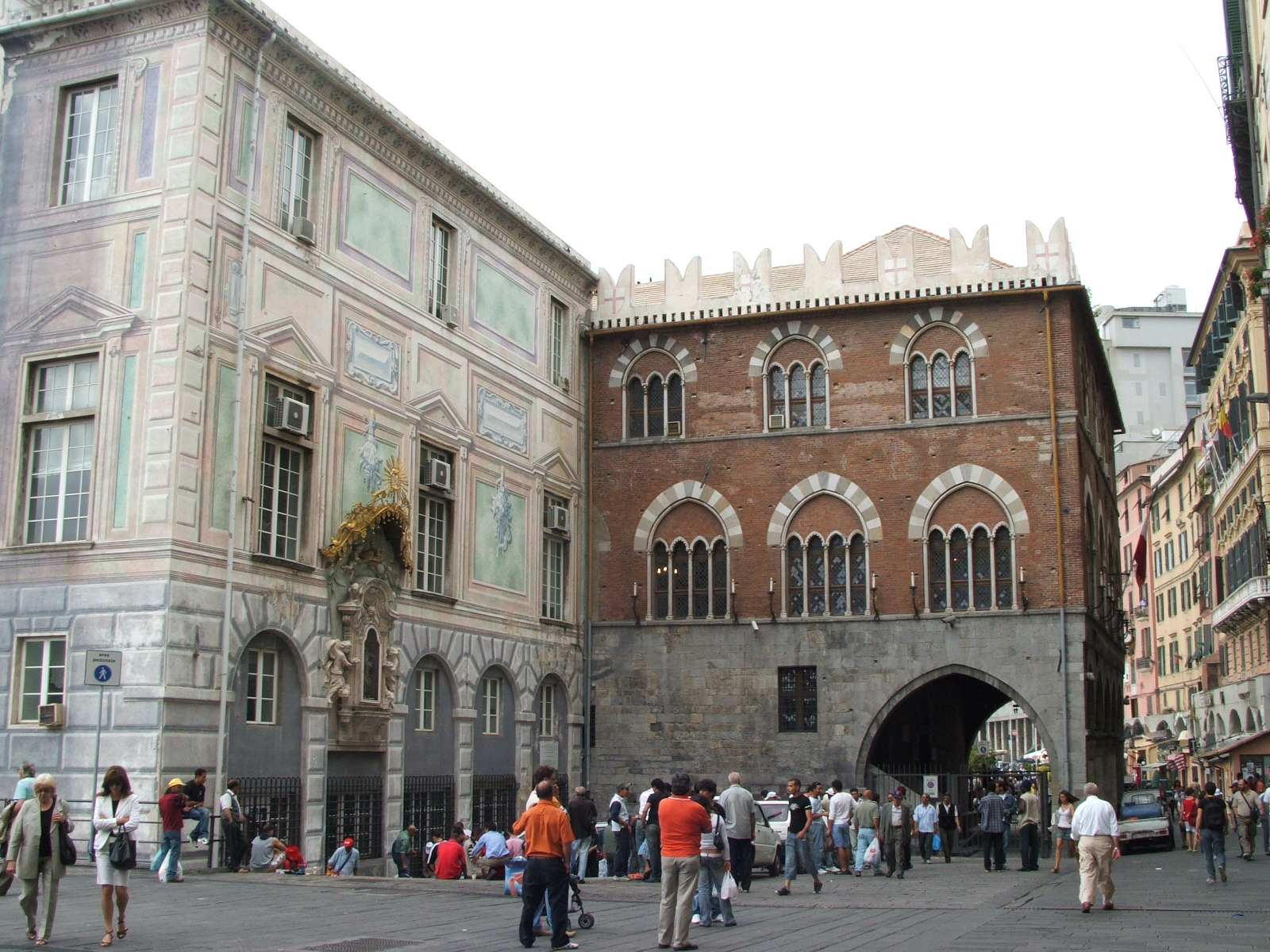
Palazzo San Giorgio e Loggia dei Banchi

Fino alla seconda metà del XIII secolo il governo di Genova, al tempo organizzata secondo la Compagna Communis, non disponeva di una sede propria ma i Capitani del Popolo, i Podestà, gli Abati del Popole e le altre cariche erano ospitati all'interno del palazzo vescovile o in residenze private. Una delle motivazioni di questa mancanza era il fatto che il potere politico ed economico era concentrato nelle mani di ristretti gruppi familiari, più interessati alla sostanza che all'apparenza di questo potere.
Un primo “palazzo del comune” si ebbe con la costruzione di Palazzo San Giorgio, voluto intorno al 1260 dall'allora Capitano del Popolo Guglielmo Boccanegra, ma già pochi anni dopo in seguito alle vittorie contro Pisa (nel 1284 alla Meloria) e contro Venezia (nel 1298 a Curzola) si sentì l'esigenza di una sede più grande e prestigiosa, che potesse rappresentare anche da un punto di vista architettonico la potenza della città.

## Le abitazioni dei Fieschi e dei Doria

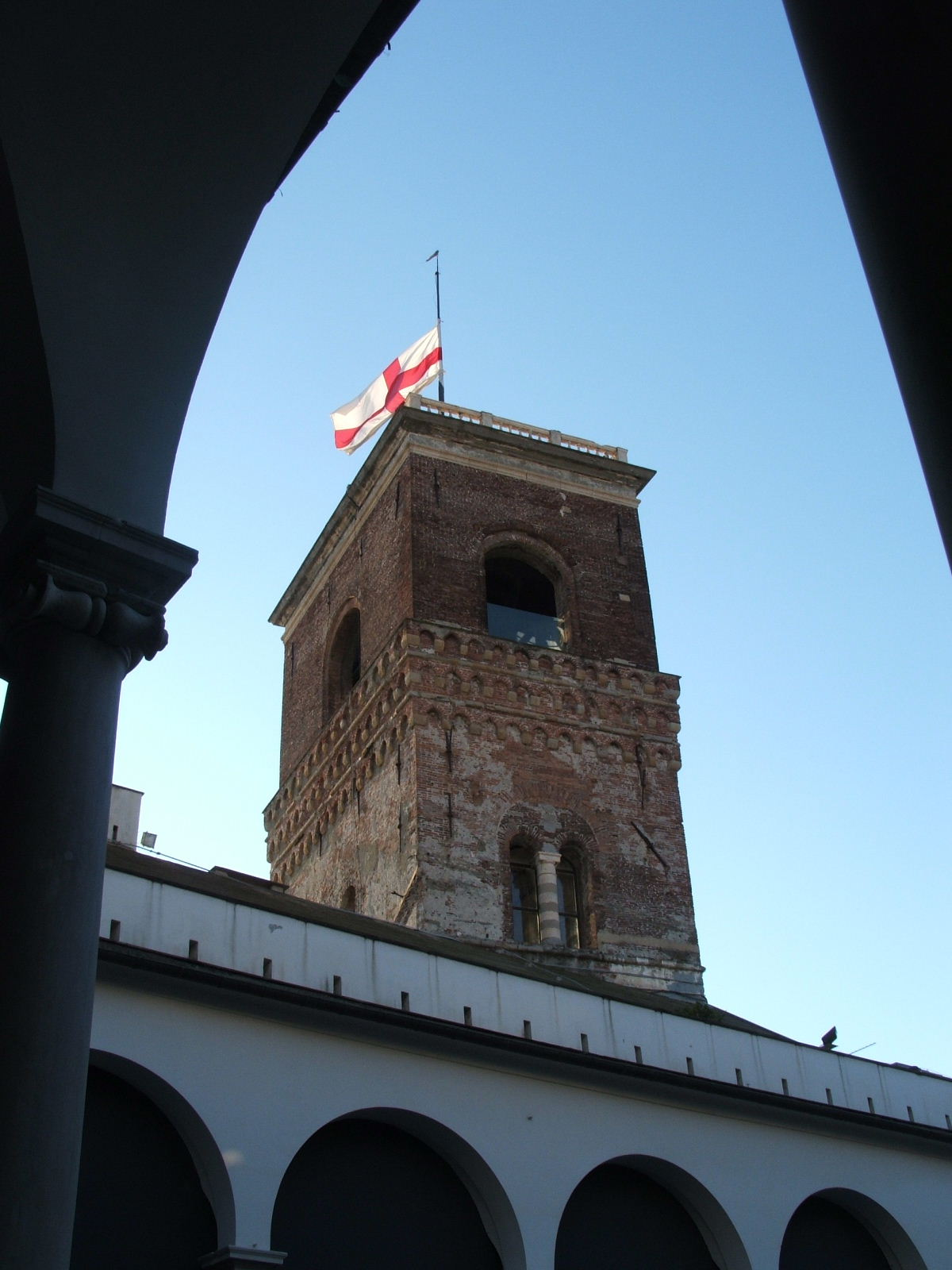
La torre Grimaldina

Nel XIII secolo esisteva presso la cattedrale di San Lorenzo un gruppo di edifici di proprietà della famiglia Doria, strategicamente posto a controllare la porta di Serravalle, uno degli ingressi nella cinta muraria della città. Il borghetto dei Doria, sviluppato intorno alla zona di San Matteo, includeva ai suoi margini meridionali le case poste sul sedime delle attuali Salita dell'Arcivescovado e Via Tommaso Reggio.

Di queste case a schiera, quattro nel 1251 vengono vendute da Guglielmo Doria ad Argentina Fieschi, moglie del Conte di Lavagna Alberto Fieschi, del potente casato dei Fieschi, che intendeva qui realizzare un suo grande palazzo, accostato ad altre case familiari presso la cattedrale di San Lorenzo.
Tra il 1271 e il 1272 Alberto Fieschi durante le lotte tra le fazioni fu esiliato dalla città e il suo palazzo fu utilizzato, in affitto, dei Capitani del Popolo.

Vent'anni dopo, nel 1291, i Capitani Corrado Doria e Oberto Spinola acquistarono dai Doria gli edifici confinanti con il palazzo di Alberto Fieschi, sul cui sedime venne costruito il palazzo sede degli Abati del Popolo.

Nel frattempo Alberto Fieschi era morto e aveva lasciato il proprio palazzo in eredità al figlio Leonardo, che nel 1294 lo vendette al comune per diecimila lire, cifra che fu saldata nel 1303. Il palazzo dei Fieschi era al tempo dotato di una torre a sei piani, fino al Trecento chiamata Torre del Popolo e che assunse poi il nome di Grimaldina, menzionata nei documenti dell'acquisto.

## Il Palacium novum comunis

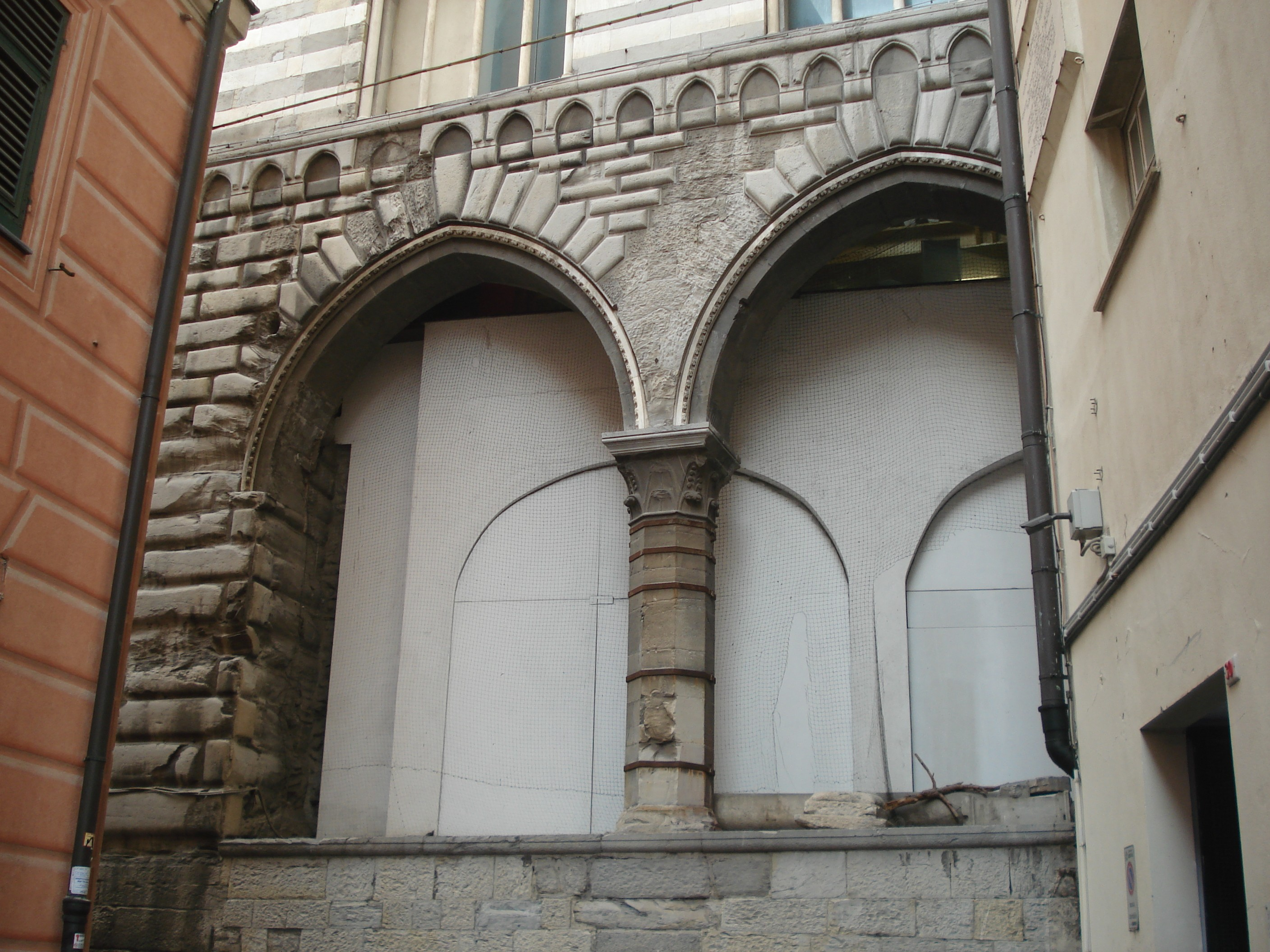
Le arcate della Loggia degli Abati

Con l'acquisto del palazzo dei Fieschi fu creato insieme al Palazzo degli Abati un complesso unico, descritto nei documenti trecenteschi come “palacium novum comunis”, che occupava l'angolo a sud ovest del palazzo attuale, tra Salita dell'Arcivescovado e Via Tommado Reggio.

Secondo la ricostruzione di Orlando Grosso, che ne curò il restauro negli anni '30 del XX secolo, doveva avere una pianta trapezoidale, con il lato sud verso Via Tommaso Reggio lungo 44 metri, il lato nord di 50, il lato ovest su Salita dell'Arcivescovado di 20 metri ed il lato ad est di 36 metri. Doveva avere una altezza complessiva di circa 25 metri suddivisa su tre piani, di cui il piano terra ospitava un porticato mentre sui piani superiori si aprivano delle quadrifore. Al centro del prospetto sud si innalzava la torre Grimaldina di sei piani di altezza. Ad est della torre si aprivano le quattro arcate della loggia del Palazzo degli Abati, mentre ad ovest della Grimaldina erano le tre arcate del palazzo Fieschi.